# Troarn
Troarn település Franciaországban, Calvados megyében. Lakosainak száma 3442 fő (2022. január 1.). Troarn Banneville-la-Campagne, Basseneville, Bavent, Janville, Saint-Pair, Saint-Pierre-du-Jonquet, Saint-Samson, Sannerville és Touffréville községekkel határos.

## Népesség
A település népessége az elmúlt években az alábbi módon változott:
| Lakosok száma | 1139 | 3011 | 3129 | 3645 | 3645 | 3574 | 3510 | 3459 | 3435 | 3442 |
|               | 1968 | 1982 | 1990 | 2006 | 2013 | 2015 | 2017 | 2019 | 2020 | 2022 |